# كأس النرويج 2007
كأس النرويج 2007 (بالنرويجية: Norgesmesterskapet i fotball for menn 2007)‏ هو الموسم 102 من كأس النرويج. أقيم خلال الفترة 19 مايو 2007 وحتى 11 نوفمبر 2007، وأشرف على تنظيمه اتحاد النرويج لكرة القدم، وكان عدد الأندية المشاركة فيه 32، وفاز فيه نادي ليلستروم.